# Puchar Wysp Owczych w piłce nożnej (2019)
Puchar Wysp Owczych w piłce nożnej mężczyzn 2019 (far. Løgmanssteypið) – 65. edycja rozgrywek mających na celu wyłonienie zdobywcy Pucharu Wysp Owczych. Tytułu bronił klub B36 Tórshavn. Nowym zwycięzcą, który uzyskał prawo gry w kwalifikacjach Ligi Europy UEFA sezonu 2020/2021 został HB Tórshavn.

## Uczestnicy
W Pucharze Wysp Owczych biorą udział drużyny ze wszystkich poziomów ligowych na archipelagu. Wszystkie zespoły, poza FC Hoyvík i Royn Hvalba, rozpoczęły grę od pierwszej rundy eliminacyjnej. Dwa wymienione zaczęły od rundy wstępnej.
| Grający od rundy eliminacyjnej | Grający od rundy eliminacyjnej        | Grający od rundy eliminacyjnej | Grający od rundy wstępnej | Grający od rundy wstępnej |
| Betrideildin 2019 10 drużyn | 1. deild 2019 3 drużyny               | 2. deild 2019 3 drużyny        | 2. deild 2019 3 drużyny   | 3. deild 2019 1 drużyna   |
| - AB Argir - B36 Tórshavn - EB/Streymur - HB Tórshavn - ÍF Fuglafjørður - KÍ Klaksvík - NSÍ Runavík - Skála ÍF - TB Tvøroyri - Víkingur Gøta | - 07 Vestur - B68 Toftir - B71 Sandoy | - FC Suðuroy - Undrið FF       | - FC Hoyvík               | - Royn Hvalba             |

## Terminarz
| Runda              | Data pierwszego meczu | Data drugiego meczu | Uwagi                                                               |
| ------------------ | --------------------- | ------------------- | ------------------------------------------------------------------- |
| Runda wstępna      | 30 marca 2019         | nie rozgrywa się    | Udział rozpoczęły drużyny FC Hoyvík i Royn Hvalba                   |
| Runda eliminacyjna | 10 kwietnia 2019      | nie rozgrywa się    | Udział rozpoczęły pozostałe drużyny ze wszystkich poziomów ligowych |
| Ćwierćfinał        | 22 kwietnia 2019      | nie rozgrywa się    |                                                                     |
| Półfinał           | 8 i 9 maja 2019       | 22 i 23 maja 2019   |                                                                     |
| Finał              | 21 września 2019      | nie rozgrywa się    |                                                                     |

## Runda wstępna
| Drużyna 1     | Wynik | Drużyna 2 |
| ------------- | ----- | --------- |
| 30 marca 2019 |       |           |
| Royn Hvalba   | 2:1   | FC Hoyvík |

| 30 marca 2019 | Royn Hvalba | 2:1   | FC Hoyvík |                                                             |
| 15:00 WEST    |             | (1:0) |           | við Stórá, Trongisvágur Sędzia: Kári Simonsen (TB Tvøroyri) |

## Runda eliminacyjna
| Drużyna 1        | Wynik | Drużyna 2       |
| ---------------- | ----- | --------------- |
| 10 kwietnia 2019 |       |                 |
| Royn Hvalba      | 0:4   | B68 Toftir      |
| HB Tórshavn      | 2:1   | NSÍ Runavík     |
| Skála ÍF         | 1:0   | AB Argir        |
| Undrið FF        | 1:13  | KÍ Klaksvík     |
| TB Tvøroyri      | 2:1   | FC Suðuroy      |
| B71 Sandoy       | 1:0   | ÍF Fuglafjørður |
| B36 Tórshavn     | 4:0   | 07 Vestur       |
| EB/Streymur      | 2:6   | Víkingur Gøta   |

| 10 kwietnia 2019 | Royn Hvalba     | 0:4   | B68 Toftir                                                             |                                                               |
| 13:00 WEST       |                 | (0:1) | 18' Otto Petersen · 53' (k.), 87' Debes Danielsen · 58' Áki Johannesen | við Stórá, Trongisvágur Sędzia: Stephan Petursson (FC Hoyvík) |
| 13:00 WEST       | Chris Craib 68' | (0:1) | 39' Kári Jacobsen                                                      | við Stórá, Trongisvágur Sędzia: Stephan Petursson (FC Hoyvík) |

| 10 kwietnia 2019 | HB Tórshavn                              | 2:1   | NSÍ Runavík            |                                                                                       |
| 16:30 WEST       | Jógvan Nolsøe 65' · Pætur Petersen 90+1' | (0:0) | 87' (k.) Klæmint Olsen | Gundadalur (ovari vøllur), Tórshavn Widzów: 400 Sędzia: Kári á Høvdanum Víkingur Gøta |
| 16:30 WEST       | Teitur Gestsson 86'                      | (0:0) |                        | Gundadalur (ovari vøllur), Tórshavn Widzów: 400 Sędzia: Kári á Høvdanum Víkingur Gøta |

| 10 kwietnia 2019 | Skála ÍF                                         | 1:0   | AB Argir |                                                                         |
| 18:00 WEST       | Andreas Jacobsen 68'                             | (0:0) |          | undir Mýruhjalla, Skáli Widzów: 200 Sędzia: Petur Reinert Víkingur Gøta |
| 18:00 WEST       | Niels Pauli Danielsen 27' · Ólavur Mikkelsen 59' | (0:0) |          | undir Mýruhjalla, Skáli Widzów: 200 Sędzia: Petur Reinert Víkingur Gøta |

| 10 kwietnia 2019 | Undrið FF                                | 1:13  | KÍ Klaksvík |                                                                   |
| 18:00 WEST       | Steinbjørn Olsen 68' (sam.)              | (0:7) | 3', 11', 27', 78' Jonn Johannesen · 7', 24', 32', 51' Patrik Johannesen · 45' Boris Dosljak · 56' (k.), 64' Jóannes Bjartalíð | J & K vøllur, Hoyvík Widzów: 100 Sędzia: Rúni Olsen (MB Miðvágur) |
| 18:00 WEST       | Magnus Madsen 62' · Henry Sigvardsen 75' | (0:7) | | J & K vøllur, Hoyvík Widzów: 100 Sędzia: Rúni Olsen (MB Miðvágur) |

| 10 kwietnia 2019 | TB Tvøroyri                                 | 2:1   | FC Suðuroy        |                                                                             |
| 18:00 WEST       | Dánjal Godtfred 9' · Nikolei Johannesen 64' | (1:0) | 66' Dávid Lisberg | við Stórá, Tvøroyri Widzów: 200 Sędzia: Johan Petur Michelsen (HB Tórshavn) |
| 18:00 WEST       | 75' Kári Kjærbæk                            | (1:0) |                   | við Stórá, Tvøroyri Widzów: 200 Sędzia: Johan Petur Michelsen (HB Tórshavn) |

| 10 kwietnia 2019 | B71 Sandoy                                                                         | 1:0   | ÍF Fuglafjørður                   |                                                                  |
| 18:15 WEST       | Clayton Nascimento 52'                                                             | (1:0) |                                   | inni í Dal, Sandur Widzów: 100 Sędzia: Alex Troleis (B68 Toftir) |
| 18:15 WEST       | Hákun Dalsgaard 33' · Símin Hansen 37' · Gunnar Lydersen 48' · Kristian Hentze 90' | (1:0) | 44' Andy Olsen · 76' Høgni Madsen | inni í Dal, Sandur Widzów: 100 Sędzia: Alex Troleis (B68 Toftir) |

| 10 kwietnia 2019 | B36 Tórshavn                                                            | 4:0   | 07 Vestur                                               |                                                                                    |
| 19:00 WEST       | Árni Frederiksberg 14', 57' · Brian Jakobsen 65' · Ragnar Samuelsen 90' | (1:0) |                                                         | Gundadalur (ovari vøllur), Tórshavn Widzów: 200 Sędzia: Eiler Rasmussen (AB Argir) |
| 19:00 WEST       | Ragnar Samuelsen 86'                                                    | (1:0) | 73' Heri Kjærbo · 78' Ken Fagerberg · 80' Martin Tausen | Gundadalur (ovari vøllur), Tórshavn Widzów: 200 Sędzia: Eiler Rasmussen (AB Argir) |

| 10 kwietnia 2019 | EB/Streymur            | 2:6   | Víkingur Gøta |                                                                           |
| 19:00 WEST       | Steffan Løkin 16', 48' | (1:3) | 8' (sam.) Rói Olsen · 32' Atli Gregersen · 45' Filip Djordjević · 68', 80' Adeshina Lawal · 75' Gunnar Vatnhamar | í Hólmanum, Eiði Widzów: 200 Sędzia: Jóhan Hendrik Ellefsen (MB Miðvágur) |
| 19:00 WEST       | Poul Olsen 60'         | (1:3) | 53' Andreas Olsen · 73' Arnbjørn Svensson                                                                        | í Hólmanum, Eiði Widzów: 200 Sędzia: Jóhan Hendrik Ellefsen (MB Miðvágur) |

## Runda finałowa

### Ćwierćfinały
| Drużyna 1        | Wynik   | Drużyna 2   |
| ---------------- | ------- | ----------- |
| 22 kwietnia 2019 |         |             |
| B36 Tórshavn     | 3:4 pd. | KÍ Klaksvík |
| Víkingur Gøta    | 10:0    | B68 Toftir  |
| Skála ÍF         | 5:1     | TB Tvøroyri |
| HB Tórshavn      | 4:0     | B71 Sandoy  |

| 22 kwietnia 2019 | B36 Tórshavn                                                                           | 3:4 (pd.)       | KÍ Klaksvík                                                                          |                                                                           |
| 14:00 WEST       | Eli Nielsen 8' · Brian Jakobsen 45' · Ragnar Samuelsen 100'                            | (2:0, 2:2, 3:4) | 66' Darius Lewis · 89' Aksel Danielsen · 96' Torbjørn Grytten · 102' Jákup Andreasen | Gundadalur (ovari vøllur), Tórshavn Sędzia: Petur Reinert (Víkingur Gøta) |
| 14:00 WEST       | Eli Nielsen 28' · Magnus Jacobsen 67' · Brian Jakobsen 82', 82' · Alex Mellemgaard 90' | (2:0, 2:2, 3:4) | 73' Ísak Simonsen · 90' Torbjørn Grytten                                             | Gundadalur (ovari vøllur), Tórshavn Sędzia: Petur Reinert (Víkingur Gøta) |

| 22 kwietnia 2019 | Víkingur Gøta | 10:0  | B68 Toftir |                                                                       |
| 15:00 WEST       | Heðin Hansen 6', 14', 78' · Gunnar Vatnhamar 12' · Sølvi Vatnhamar 24' · Andreas Olsen 70' · Adeshina Lawal 72', 88' · Dion Splidt 81' · Gert Hansen 85' | (4:0) |            | Sarpugerði, Norðragøta Widzów: 300 Sędzia: Eiler Rasmussen (AB Argir) |
| 15:00 WEST       | 57' Otto Petersen · 86' Dávur Hansen | (4:0) |            | Sarpugerði, Norðragøta Widzów: 300 Sędzia: Eiler Rasmussen (AB Argir) |

| 22 kwietnia 2019 | Skála ÍF                                                                | 5:1   | TB Tvøroyri              |                                                                                  |
| 15:00 WEST       | Jákup Johansen 5', 50' · Heðin Klakstein 36' · Janus Samuelsen 45', 57' | (3:0) | 81' Stefan Radosavljević | undir Mýruhjalla, Skáli Widzów: 200 Sędzia: Jóhan Hendrik Ellefsen (MB Miðvágur) |
| 15:00 WEST       | 38', 53' Aron Sørensen · 55' Poul Ingason                               | (3:0) |                          | undir Mýruhjalla, Skáli Widzów: 200 Sędzia: Jóhan Hendrik Ellefsen (MB Miðvágur) |

| 22 kwietnia 2019 | HB Tórshavn                                     | 4:0   | B71 Sandoy |                                                                                   |
| 17:00 WEST       | Símun Samuelsen 50', 55', 68' · Dan í Soylu 80' | (0:0) |            | Gundadalur (ovari vøllur), Tórshavn Widzów: 500 Sędzia: Rúni Gaardbo (B68 Toftir) |
| 17:00 WEST       | 41' Gunnar Lydersen · 84' Símin Hansen          | (0:0) |            | Gundadalur (ovari vøllur), Tórshavn Widzów: 500 Sędzia: Rúni Gaardbo (B68 Toftir) |

### Półfinały
| Drużyna 1                            | Wynik dwumeczu  | Drużyna 2     | Pierwszy mecz | Drugi mecz |
| ------------------------------------ | --------------- | ------------- | ------------- | ---------- |
| HB Tórshavn                          | 2 – 1           | KÍ Klaksvík   | 1:1           | 1:0        |
| Skála ÍF                             | 1 – 1 (b. wyj.) | Víkingur Gøta | 1:1           | 0:0        |
| Po lewej gospodarz pierwszego meczu. |                 |               |               |            |

#### Pierwsze mecze
| 8 maja 2019 | HB Tórshavn         | 1:1   | KÍ Klaksvík                                                       |                                                                                     |
| 18:00 WEST  | Ari Olsen 49'       | (0:1) | 31' Simen Sandmæl                                                 | Gundadalur (Ovari vøllur), Tórshavn Widzów: 1000 Sędzia: Eiler Rasmussen (AB Argir) |
| 18:00 WEST  | Símun Samuelsen 83' | (0:1) | 43' Jóannes Bjartalíð · 45' Patrik Johannesen · 50' Jesper Brinck | Gundadalur (Ovari vøllur), Tórshavn Widzów: 1000 Sędzia: Eiler Rasmussen (AB Argir) |

| 9 maja 2019 | Skála ÍF | 1:1   | Víkingur Gøta                            |                                                                         |
| 18:00 WEST  | Jákup Johansen 12'                                                                                                 | (1:0) | 60' Sølvi Vatnhamar                      | undir Mýruhjalla, Skáli Widzów: 300 Sędzia: Dagfinn Forná (NSÍ Runavík) |
| 18:00 WEST  | Jákup Johansen 20' · Ronni Møller-Iversen 29' · Heðin Klakstein 37' · Fróði Benjaminsen 58' · Ólavur Mikkelsen 68' | (1:0) | 40' Vukasin Tomić · 70' Filip Djordjević | undir Mýruhjalla, Skáli Widzów: 300 Sędzia: Dagfinn Forná (NSÍ Runavík) |

#### Rewanże
| 22 maja 2019 | KÍ Klaksvík                              | 0:1   | HB Tórshavn         |                                                                            |
| 18:00 WEST   |                                          | (0:0) | 90' Ari Olsen       | við Djúpumýrar, Klaksvík Widzów: 900 Sędzia: Petur Reinert (Víkingur Gøta) |
| 18:00 WEST   | Jesper Brinck 53' · Kristian Joensen 76' | (0:0) | 56' Magnus Egilsson | við Djúpumýrar, Klaksvík Widzów: 900 Sędzia: Petur Reinert (Víkingur Gøta) |

| 23 maja 2019 | Víkingur Gøta                                              | 0:0   | Skála ÍF |                                                                      |
| 18:00 WEST   |                                                            | (0:0) |          | Sarpugerði, Norðragøta Widzów: 600 Sędzia: Lars Müller (Royn Hvalba) |
| 18:00 WEST   | Bergur Gregersen 33' · Heðin Hansen 45' · Elias Lervig 88' | (0:0) |          | Sarpugerði, Norðragøta Widzów: 600 Sędzia: Lars Müller (Royn Hvalba) |

### Finał
| 21 września 2019 19:45 WEST | Víkingur Gøta · Andreas Olsen 62'                                       | 1:3(0:1)Raport | HB Tórshavn · 40' Adrian Justinussen · 52' Símun Samuelsen · 71' Sebastian Pingel | Tórsvøllur, Tórshavn Widzów: 2962 Sędzia: Dagfinn Forná (NSÍ Runavík) |
|                             | kartki: · Vukašin Tomić 45' · Gunnar Vatnhamar 78' · Atli Gregersen 89' |                | kartki: · 61' René Joensen                                                        |                                                                       |

|                   |    |                       |
|                   |    |                       |
| BR                | 1  | Elias Rasmussen       |
| OB                | 3  | Hanus Jacobsen        |
| OB                | 4  | Atli Gregersen (C)    |
| OB                | 24 | Gunnar Vatnhamar      |
| OB                | 18 | Vukašin Tomić         |
| PO                | 6  | Bogi Petersen 59'     |
| PO                | 8  | Heðin Hansen          |
| PO                | 10 | Sølvi Vatnhamar       |
| PO                | 18 | Arnbjørn Svensson 59' |
| NA                | 2  | Andreas Olsen         |
| NA                | 30 | Adeshina Lawal        |
| Rezerwowi:        |    |                       |
| BR                | 25 | Bárður á Reynatrøð    |
| OB                | 22 | Noah Mneney           |
| OB                | 28 | Bergur Gregersen      |
| PO                | 15 | Jákup Olsen           |
| PO                | 5  | Elias Lervig 59'      |
| PO                | 20 | Dion Splidt           |
| NA                | 9  | Filip Djordjević 59'  |
| Trener:           |    |                       |
| Sámal Erik Hentze |    |                       |

|                   |    |                         |
|                   |    |                         |
| BR                | 1  | Teitur Gestsson         |
| OB                | 5  | Binni Hlöðversson       |
| OB                | 6  | Daniel Johansen         |
| OB                | 10 | René Joensen            |
| OB                | 17 | Bartal Wardum 83'       |
| OB                | 24 | Lasse Andersen          |
| PO                | 2  | Magnus Egilsson 68'     |
| PO                | 7  | Adrian Justinussen      |
| PO                | 8  | Dan í Soylu             |
| NA                | 18 | Símun Samuelsen         |
| NA                | 23 | Ari Olsen 90'           |
| Rezerwowi:        |    |                         |
| BR                | 25 | Bjarti Mørk             |
| OB                | 3  | Jógvan Rói Davidsen 83' |
| PO                | 14 | Andreas Breimyr         |
| PO                | 26 | Símun Sólheim           |
| NA                | 4  | Sebastian Pingel 68'    |
| NA                | 11 | Pætur Petersen 90'      |
| Trener:           |    |                         |
| Heimir Guðjónsson |    |                         |

| Zdobywca Pucharu Wysp Owczych 2019 |
| HB Tórshavn 27. tytuł              |
| ---------------------------------- |